# 莫里斯·柯克西
莫里斯·柯克西（英語：Morris Kirksey，1895年9月13日—1981年11月25日），美国男子橄榄球、田径运动员。他曾代表美国参加1920年夏季奥林匹克运动会，获得二枚金牌和一枚银牌，其中一枚金牌和一枚银牌来自田径项目，另一枚金牌来自橄榄球项目。